# Thomas Clayton

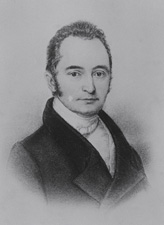
Thomas Clayton

Thomas Clayton (* Juli 1777 im Cecil County, Maryland; † 21. August 1854 in New Castle, Delaware) war ein US-amerikanischer Politiker der Föderalistischen Partei. Von 1815 bis 1817, von 1824 bis 1827 und von 1837 bis 1847 saß er für den US-Bundesstaat Delaware im US-Repräsentantenhaus und im US-Senat.

## Frühes Leben
Thomas Clayton wurde in Maryland als Sohn von Joshua Clayton geboren. Clayton studierte Jura an der University of Delaware. 1799 eröffnete er seine eigene Anwaltskanzlei in Dover. 

## Politische Karriere
Nachdem er mit seiner Anwaltskanzlei in Dover Fuß gefasst hatte, begann Clayton, für das Repräsentantenhaus von Delaware zu arbeiten. Ab 1803 wechselte er als Mitglied des Repräsentantenhauses endgültig in die Politik. Dort saß er mit Unterbrechungen bis 1814. 1808 wurde er in den Senat von Delaware gewählt, er trat diesen Posten allerdings nicht an, da er zum Secretary of State ernannt wurde. Nach zwei Jahren in diesem Amt wurde er zum Attorney General von Delaware bestimmt. Dieses Amt übte er bis 1815 aus. 
1814 wurde Clayton als Mitglied der Föderalistischen Partei in das US-Repräsentantenhaus gewählt. Dort vertrat er Delaware eine Legislaturperiode lang. 1817 schied er wieder aus dem House aus. 1818 kandidierte er nochmals für einen Sitz im House; seine Bemühungen blieben allerdings erfolglos. 1821 wurde er stattdessen erneut in den Senat von Delaware gewählt, diesmal trat er diesen Posten auch an. Nach dem Rücktritt von Caesar A. Rodney 1824 wurde Clayton als dessen Nachfolger in den Bundessenat gewählt. Er diente den Rest von Rodneys Amtszeit und schied dann 1827 aus dem Senat aus. 
1828 wurde Clayton zum Chief Judge am Delaware Court of Common Pleas ernannt. Nach einer Revision der Verfassung von Delaware wurde Clayton 1832 zum Chief Judge am neu errichteten Delaware Superior Court berufen. Nachdem Claytons Cousin John Middleton Clayton seinen Rücktritt vom Posten des US-Senators erklärt hatte, wurde Clayton zu dessen Nachfolger gewählt. 1841 wurde er im Amt bestätigt und vertrat Delaware erneut von 1837 bis 1847 im Bundessenat.

## Tod
Clayton verstarb 1854 in seinem Haus in New Castle an einer Lungenentzündung. Er wurde auf dem Old Presbyterian Cemetery in Dover beigesetzt.